# آلسیا روسو
آلسیا روسو (انگلیسی: Alessia Russo؛ زادهٔ ۸ فوریهٔ ۱۹۹۹) بازیکن فوتبال اهل بریتانیا است. که در حال حاضر برای باشگاه فوتبال زنان آرسنال بازی میکند.
از باشگاه‌هایی که در آن بازی کرده‌است می‌توان به باشگاه فوتبال زنان چلسی و باشگاه فوتبال زنان منچستر یونایتد اشاره کرد.
در سال 2022 باشگاه فوتبال آرسنال مبلغی معادل 500.000 پوند را به منچستر یونایتد پیشنهاد داد که اگر انجام می شد گران‌ترین انتقال تاریخ فوتبال زنان میشد، اما با مخالفت باشگاه همراه شد و در سال 2023 روسو به صورت آزاد راهی آرسنال شد.
وی همچنین بازیکن تیم ملی فوتبال زنان انگلیس است.